# Aubrey (Arkansas)
Aubrey é uma cidade  localizada no estado americano de Arkansas, no Condado de Lee.

## Demografia
Segundo o censo americano de 2000, a sua população era de 221 habitantes. 
Em 2006, foi estimada uma população de 193, um decréscimo de 28 (-12.7%).

## Geografia
De acordo com o United States Census Bureau, a localidade tem uma área de 0,9 km², sem área coberta por água. Aubrey localiza-se a aproximadamente 60 m acima do nível do mar.

## Localidades na vizinhança
O diagrama seguinte representa as localidades num raio de 24 km ao redor de Aubrey. 